# Leichtathletik-Europameisterschaften 1978/4 × 400 m der Männer

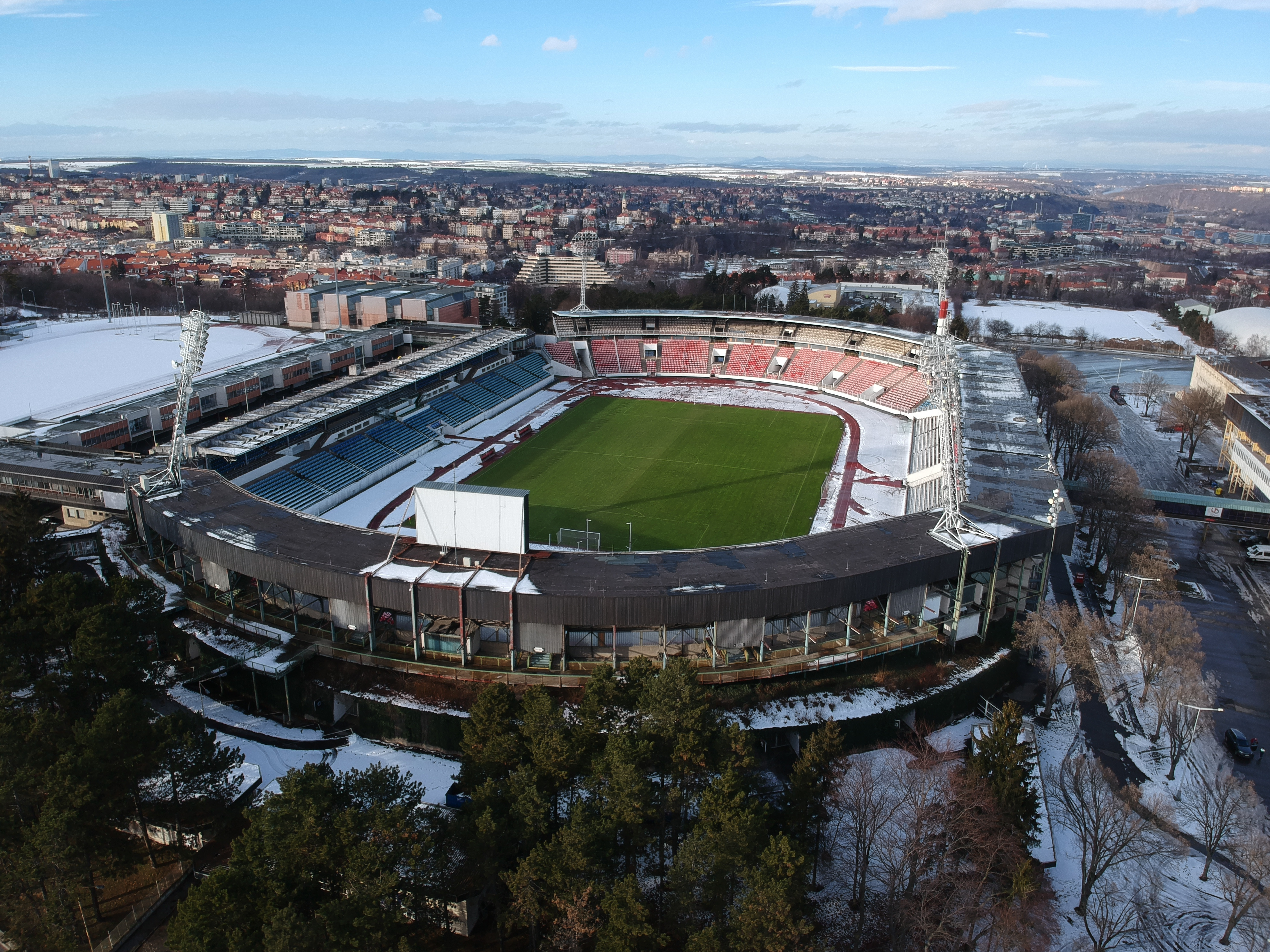
Das Stadion Evžena Rošického von Prag im Jahr 2009

Die 4-mal-400-Meter-Staffel der Männer bei den Leichtathletik-Europameisterschaften 1978 wurde am 2. und 3. September 1978 im Stadion Evžena Rošického von Prag ausgetragen.
Europameister wurde die Bundesrepublik Deutschland in der Besetzung Martin Weppler, Franz-Peter Hofmeister, Bernd Herrmann und Harald Schmid. Den zweiten Platz belegte Polen mit Jerzy Włodarczyk, Zbigniew Jaremski, Cezary Łapiński und Ryszard Podlas. Bronze ging an die Tschechoslowakei (Josef Lomický, František Břečka, Miroslav Tulis, Karel Kolář).

## Rekorde

### Bestehende Rekorde
| Weltrekord           | 2:56,16 min | USA (Vince Matthews, Ron Freeman, Larry James, Lee Evans)                   | OS Mexiko-Stadt, Mexiko                        | 20. Oktober 1968   |
| Europarekord         | 3:00,46 min | Großbritannien (Martin Reynolds, Alan Pascoe, David Hemery, David Jenkins)  | OS München, BR Deutschland (heute Deutschland) | 10. September 1972 |
| Meisterschaftsrekord | 3:02,30 min | Polen (Jan Werner, Edmund Borowski, Stanisław Grędziński, Andrzej Badeński) | EM Athen, Griechenland                         | 10. September 1969 |

### Rekordverbesserung
Die Europameisterstaffel aus der Bundesrepublik Deutschland verbesserte den bestehenden EM-Rekord in der Besetzung Martin Weppler, Franz-Peter Hofmeister, Bernd Herrmann und Harald Schmid im Finale am 3. September um 27 Hundertstelsekunden auf 3:02,03 min. Zum Europarekord fehlten 1,57 s, zum Weltrekord 5,87 s.

## Legende
Kurze Übersicht zur Bedeutung der Symbolik – so üblicherweise auch in sonstigen Veröffentlichungen verwendet:
| CR  | Championshiprekord                       |
| DNF | Wettkampf nicht beendet (did not finish) |

## Vorrunde
2. September 1978, 18:45 Uhr
Die Vorrunde wurde in zwei Läufen durchgeführt. Die ersten drei Staffeln pro Lauf – hellblau unterlegt – sowie die darüber hinaus zwei zweitschnellsten Teams – hellgrün unterlegt – qualifizierten sich für das Finale.

### Vorlauf 1
| Platz | Staffel          | Besetzung                                                          | Zeit (min) |
| ----- | ---------------- | ------------------------------------------------------------------ | ---------- |
| 1     | Polen            | Jerzy Włodarczyk Zbigniew Jaremski Cezary Łapiński Ryszard Podlas  | 3:06,45    |
| 2     | Schweiz          | Rolf Strittmatter Peter Haas Konstantin Vogt Rolf Gisler           | 3:06,60    |
| 3     | Tschechoslowakei | Miroslav Tulis Josef Lomický František Břečka Karel Kolář          | 3:07,10    |
| 4     | Niederlande      | Raymond Heerenveen Koen Gijsbers Marcel Klarenbeek Harry Schulting | 3:07,60    |
| 5     | Belgien          | Eddy De Leeuw Jacques Borlée Henri Hermans Rijk Van den Berghe     | 3:08,90    |
| 6     | Großbritannien   | Terry Whitehead Glen Cohen David Jenkins Richard Ashton            | 3:39,90    |

### Vorlauf 2
| Platz | Staffel        | Besetzung                                                          | Zeit (min) |
| ----- | -------------- | ------------------------------------------------------------------ | ---------- |
| 1     | BR Deutschland | Martin Weppler Franz-Peter Hofmeister Bernd Herrmann Harald Schmid | 3:05,97    |
| 2     | Italien        | Roberto Tozzi Daniele Zanini Stefano Malinverni Pietro Mennea      | 3:06,50    |
| 3     | Frankreich     | Maurice Volmar Gerard Boutier Hector Llatser Francis Demarthon     | 3:06,60    |
| 4     | DDR            | Frank Richter Gunter Arnold Andreas Busse Jürgen Pfennig           | 3:06,80    |
| 5     | Jugoslawien    | Rok Kopitar Dragan Životić Milovan Savić Željko Knapić             | 3:07,10    |
| DNF   | Finnland       | Heikki Hämäläinen Markku Kukkoaho Antti Rajamäki Markku Taskinen   |            |

## Finale
3. September 1978, 18:55 Uhr
| Platz | Staffel          | Besetzung                                                          | Zeit (min) |
| ----- | ---------------- | ------------------------------------------------------------------ | ---------- |
| 1     | BR Deutschland   | Martin Weppler Franz-Peter Hofmeister Bernd Herrmann Harald Schmid | 3:02,03 CR |
| 2     | Polen            | Jerzy Włodarczyk Zbigniew Jaremski Cezary Łapiński Ryszard Podlas  | 3:03,62    |
| 3     | Tschechoslowakei | Josef Lomický František Břečka Miroslav Tulis Karel Kolář          | 3:03,99    |
| 4     | Schweiz          | Rolf Strittmatter Peter Haas Konstantin Vogt Rolf Gisler           | 3:04,29    |
| 5     | DDR              | Frank Richter Gunter Arnold Andreas Busse Jürgen Pfennig           | 3:04,39    |
| 6     | Frankreich       | Maurice Volmar Gerard Boutier Hector Llatser Francis Demarthon     | 3:05,63    |
| 7     | Italien          | Roberto Tozzi Daniele Zanini Stefano Malinverni Pietro Mennea      | 3:06,7     |
| 8     | Jugoslawien      | Rok Kopitar Dragan Životić Milovan Savić Željko Knapić             | 3:06,9     |